# Via Wireless
Via Wireless er en amerikansk stumfilm fra 1915 af George Fitzmaurice.

## Medvirkende
- Bruce McRae som Sommers.
- Gail Kane som Frances Durant.
- Henry Weaver som John Durant.
- Brandon Hurst som Edward Pinckney.
- Paul McAllister som Marsh.